# 李巽
李 巽（り そん、739年 - 809年）は、唐代の官僚。字は令叔。本貫は趙州賛皇県。

## 経歴
若くして苦学し、明経に挙げられて、華州参軍に任じられた。科挙に及第して、鄠県県尉に任じられた。尚書省の官を歴任して、左司郎中となった。宰相の竇参に憎まれて、常州刺史として出された。長安に召還されて給事中となった。貞元8年（792年）、徳宗の怒りに乗じて、竇参を陥れて殺した。潭州刺史となり、湖南観察使をつとめた。貞元13年（797年）、江州刺史に転じ、江西観察使をつとめた。検校散騎常侍を加えられ、御史大夫を兼ねた。
貞元21年（805年）、順宗が即位すると、李巽は入朝して兵部侍郎となった。司徒の杜佑が判度支塩鉄転運使となると、李巽は治才を求められて、その下で副使をつとめた。杜佑が重任を辞したので、李巽がもっぱら度支塩鉄使の任をつとめた。塩鉄専売の収益は大暦年間の劉晏のときの利益を越えた。元和2年（807年）、兵部尚書に転じた。元和3年（808年）、度支塩鉄使の任のまま、吏部尚書に転じた。元和4年（809年）4月、死去した。享年は71。尚書左僕射の位を追贈された。

## 伝記資料
- 『旧唐書』巻123 列伝第73
- 『新唐書』巻149 列伝第74